# César Cruchaga
César Cruchaga (ur. 26 stycznia 1974) – hiszpański piłkarz grający na pozycji obrońcy w Osasunie Pampeluna.

## Kariera klubowa
Cesar od początku swojej kariery piłkarskiej jest związany z klubem CA Osasuna gdzie przeszedł wszystkie szczeble w klubowej hierarchii. W latach 1992–1996 występował w rezerwach Osasuny a następnie na rok został wypożyczony do trzecioligowego zespołu CF Gavà. Debiut w pierwszym zespole Osasuny miał miejsce 14 września 1997 roku w meczu przeciwko zespołowi Albacete Balompié, zremisowanym 0:0 (Osasuna wówczas występowała w II lidze hiszpańskiej).
Cesar był ważnym ogniwem zespołu Osasuny który w sezonie 2006–2007, doszedł do półfinału Pucharu UEFA, gdzie zespół z Pampeluny przegrał z zespołem Sevilli FC.